# 马奇宫
马奇宫（Palau March）是一座位于帕尔马历史中心的建筑，靠近帕尔马主教座堂，毗邻阿尔穆戴纳王宫和巴利阿里群岛议会（Parlament de les Illes Balears），这座建筑曾是马略卡岛 Cercle Mallorquí 的总部。它是由马德里建筑师路易斯·古铁雷斯·索托（Luis Gutiérrez Soto）设计，业主是马略卡金融家胡安·马奇（Joan March Ordinas）。1939年开始建造，由马略卡建筑师加布里埃尔（Gabriel Alomar i Esteve）指导，于1945年落成，成为马奇家族在帕尔马的家庭住宅。它目前是一个艺术博物馆，保存巴托洛梅·马奇基金会（Fundació Bartomeu March）的收藏，该基金会由胡安·马奇的儿子巴托洛梅·马奇（Bartomeu March i Servera，1917-1998）创建于1975年。。
在建筑内部拥有亨利·摩尔、爱德华多·奇利达、奥古斯特·罗丹、芭芭拉·赫普沃斯等人的现代雕塑；18世纪那不勒斯的耶稣诞生场景，多达1000 多件作品；何塞·玛丽亚·塞尔特（Josep Maria Sert）的最后一幅壁画；十四和十五世纪的马略卡地图样本；以及各种手稿、书籍。